# Комедон

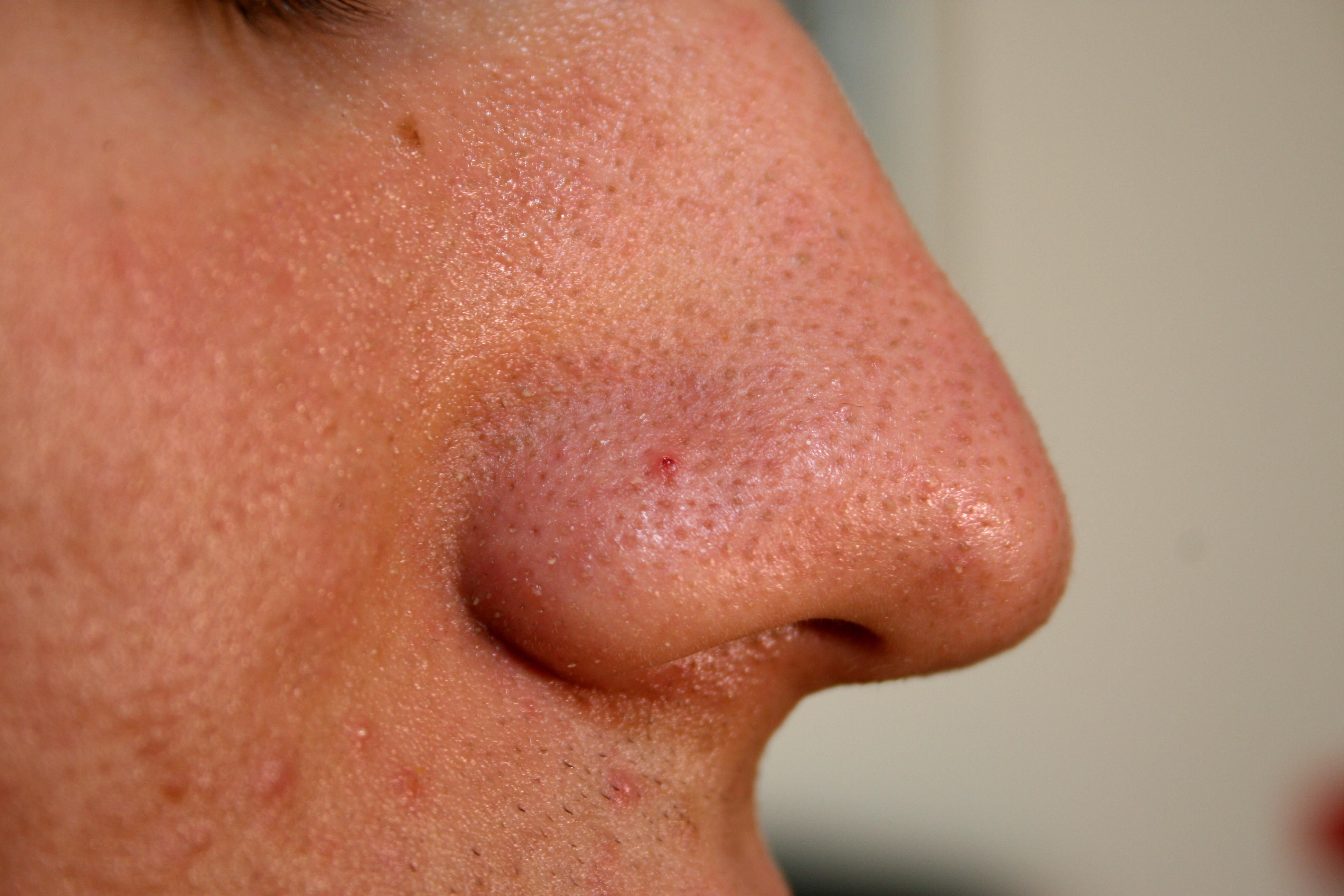
Отчетливо виден воспаленный комедон — прыщ

Комедон (новолат. acne comedonica) — вид кисты, образующийся при закупорке устья волосяного фолликула роговыми массами (слущенным эпителием в смеси с густым салом) при гиперкератозе.
Комедоны бывают закрытыми (белые угри) и открытыми (чёрные угри).
Закрытые комедоны — это белёсые папулы диаметром 1—2 мм, лучше всего заметные при растягивании кожи. При сдавливании такого комедона его содержимое выделяется с трудом. Закрытые комедоны часто воспаляются с образованием пустул и узлов — прыщей.
В случае открытых комедонов устья волосяных фолликулов расширены и закупорены роговыми массами подобно пробке (при гиперкератозе). Чёрную окраску пробке придаёт меланин — продукт окисления тирозина. При сдавливании из открытых комедонов легко выделяется содержимое; воспаляются они редко.

## Профилактика и лечение
- Антибиотики (против бактерий, превращающих угри в прыщи — обычные комедоны в воспалившиеся комедоны)
- Механический пилинг кожи — скрабами
- Химический пилинг кожи — кератолитики: косметические средства с оксикислотами, средства на основе гликолевой кислоты, салициловой кислоты.